# Stanča
Stanča (ungarisch Isztáncs) ist eine Gemeinde im Osten der Slowakei mit 421 Einwohnern (Stand 31. Dezember 2024), die zum Okres Trebišov, einem Kreis des Košický kraj, gehört. Sie ist Teil der traditionellen Landschaft Zemplín.

## Geographie
Die Gemeinde befindet sich im südwestlichen Teil des Ostslowakischen Tieflands, an den Bächen Stančiansky potok und Chlmec im Einzugsgebiet der Ondava. Das Ortszentrum liegt auf einer Höhe von 127 m n.m. und ist 14 Kilometer von Trebišov entfernt.
Nachbargemeinden sind Nižný Žipov im Westen, Nordwesten und Norden, Zemplínska Nová Ves (Ortsteil Úpor) im Nordosten, Zemplínske Hradište und Kožuchov im Osten, Zemplínska Nová Ves (Ortsteil Zemplínsky Klečenov) im Südosten und Süden und Lastovce im Südwesten.

## Geschichte
Stanča, gleichnamig mit dem Ahnherrn der Isépy-Familie, Sztáncs von Isép, wurde zum ersten Mal 1290 als Stanch schriftlich erwähnt, weitere historische Bezeichnungen sind unter anderen Ztanch (1488) und Stancža (1773). Im 15. Jahrhundert war das Dorf Besitz des Landadels. Um die Wende vom 16. zum 17. Jahrhundert war Stanča lange verlassen, 1601 waren acht von 16 Ansiedlungen bewohnt, danach wurde der Ort Teil der Herrschaft von Trebišov. 1690 fand im Ort eine Synode griechisch-katholischer Priester, die sich der Union von Uschhorod anschlossen, statt. Im 18. Jahrhundert stammten die Gutsherren aus der Familie Aspremont.
1787 hatte die Ortschaft 41 Häuser und 322 Einwohner, 1828 zählte man 72 Häuser und 540 Einwohner. Die Bevölkerung nahm am Ostslowakischen Bauernaufstand von 1831 teil.
Bis 1918/1919 gehörte der im Komitat Semplin liegende Ort zum Königreich Ungarn und kam danach zur Tschechoslowakei beziehungsweise heutigen Slowakei. In der Zeit der ersten tschechoslowakischen Republik war Stanča ein landwirtschaftlich geprägtes Dorf. 1964 wurde der Ort zum Ortsteil der neu gegründeten Gemeinde Zemplínska Nová Ves, 1990 gliederte sich Stanča wieder aus und wurde erneut zur Gemeinde.

## Bevölkerung
| Jahr                | 1994 | 2004    | 2014 | 2024    |
| ------------------- | ---- | ------- | ---- | ------- |
| Anzahl der Personen | 425  | 440     | 418  | 421     |
| Unterschied         |      | +3,52 % | −5 % | +0,71 % |

| Jahr                | 2023 | 2024    |
| ------------------- | ---- | ------- |
| Anzahl der Personen | 414  | 421     |
| Unterschied         |      | +1,69 % |

Nach der Volkszählung 2011 wohnten in Stanča 424 Einwohner, davon 392 Slowaken, 13 Roma, vier Russinen sowie jeweils Magyare, Pole, Tscheche und Ukrainer. 11 Einwohner machten keine Angabe zur Ethnie.
199 Einwohner bekannten sich zur griechisch-katholischen Kirche, 155 Einwohner zur römisch-katholischen Kirche, 27 Einwohner zur orthodoxen Kirche, 11 Einwohner zu den Zeugen Jehovas, sieben Einwohner zur Evangelischen Kirche A. B. und vier Einwohner zur reformierten Kirche. 12 Einwohner waren konfessionslos und bei neun Einwohnern wurde die Konfession nicht ermittelt.

## Bauwerke und Denkmäler
- griechisch-katholische Erzengel-Michael-Kirche im barock-klassizistischen Stil aus dem Jahr 1789[7]
- römisch-katholische Kirche der Hl. Märtyrer von Kaschau aus dem Jahr 1997

## Verkehr
Durch Stanča führt die Cesta III. triedy 3672 („Straße 3. Ordnung“) sowie die kurze Cesta III. triedy 3671, mit Anschluss an die Cesta II. triedy 552 („Straße 2. Ordnung“) zwischen Zemplínska Teplica und Zemplínsky Branč. Der Ort hat eine Haltestelle an der Bahnstrecke Michaľany–Łupków.